# Heidi Schelbert-Syfrig
Heidi Schelbert-Syfrig, née à Wollishofen le 29 janvier 1934 et morte le 17 mars 2019, est la première professeure ordinaire d’économie et la première doyenne de la faculté juridiques et économiques à l’Université de Zurich.

## Biographie
Elle poursuit ses études à l’Université de Zurich. Elle est fascinée par les modèles mathématiques et les théories des sciences économiques. Son professeur Jürg Niehans l’oriente vers l’économétrie. En 1962 elle est titulaire d’un diplôme en science économique et invitée à l’Université de Princeton jusqu’en 1967 (thèmes de recherche : théorie de la monnaie et des jeux). Elle est habilitée par l’Université de Zurich. Après un bref passage à l’Université de Constance, elle est nommée en 1968 professeure associée à l’Université de Zurich,.
En 1970 elle participe à la création de l’Institut de recherche empirique en économie au sein de l’Université de Zurich, dont elle assure la direction pendant quelques années. En 1972 elle est nommée professeure ordinaire de macroéconomie et de recherche empirique en économie. Elle enseigne l’économétrie à l’Institut. Plus tard elle ajoute à la filière l’économie de l'environnement. Elle est l’une des meilleures alpinistes de son époque,. 
Entre 1991 et 1996 elle préside la commission de l’Égalité des chances au sein de l’Université,. 

## Divers
Heidi Schelbert-Syfrig est membre
- de la Commission d’étude des prix, des coûts et des structures économiques (1980)[5]
- de la Commission fédérale de recours pour les questions de concurrence (1997-2000)[5]
- de la Commission fédérale de la communication (1997-2005)[5]
- de la Session plénière et commission du Conseil suisse de la science et de l’innovation[3]
- de l’Organe consultatif sur les changements climatiques[3]
- du Conseils consultative de l’environnement de la Banque cantonale zurichoise[3]

## Publications
- Simultaneous Determination of Interest and Prices in Switzerland, A Two-Market Model for Money and Bonds. - Econometrica 34/2: 408-423., 1966.  avec Jürg Niehans
- Empirische Untersuchungen über die Geldnachfrage in der Schweiz, Zürich, Polygraphischer Verlag, 1967.
- Das ‘Buy American’ Prinzip und die amerikanische Zahlungsbilanz Erlenbach-Zürich, Rentsch, 1968.
- Stochastische Unschärfe in den Wirtschaftswissenschaften (avec  Günter Menger et Peter Zweifel) Frankfurt/Main: Haag + Herchen, 1981.
- Beschäftigung und strukturelle Arbeitslosigkeit  (avec  Werner Inderbitzin)  Diessenhofen: Rüegger, 1982.
- Neue Makroökonomik: Gegensätze und Gemeinsames. - In: G. Bombach, B. Gahlen, A. Ott (Hrsg.), Makroökonomik heute: Gemeinsamkeiten und Gegensätze. Tübingen, 1983.
- Makromodelle und Wirtschaftspolitik: Ergebnisse für die Schweiz (avec Philipp Halbherr) Grüsch: Rüegger, 1985.
- Schweizerische Volkswirtschaft unter Innovationsdruck  (avec  Najib Harabi et Philipp Halbherr) Bern: P. Haupt, 1985.
- Wechselkurse und Zinssätze: Einige theoretische und empirische Aspekte. - In: H. Hesse, E. Streissler, G. Tichy (Hrsg.), Aussenwirtschaft bei Ungewissheit, (avec M. Granziol) Tübingen, 1985.
- Mikroökonomik des Arbeitsmarktes : Theorien, Methoden und empirische Ergebnisse für die Schweiz (avec Niklas Blattner), Bern: P. Haupt, 1986.
- Brennpunkte der schweizerischen Wirtschaftspolitik: Stellungnahmen aus Wiss. u. Praxis (avec Niklas Blattner et Najib Harabi) Zürich: Verl. Industrielle Organisation, 1987.
- Die Schweiz unter flexiblen Wechselkursen. (avec Michael Bernegger) Bern; Stuttgart: Haupt, 1988.